# Hielanman's Umbrella

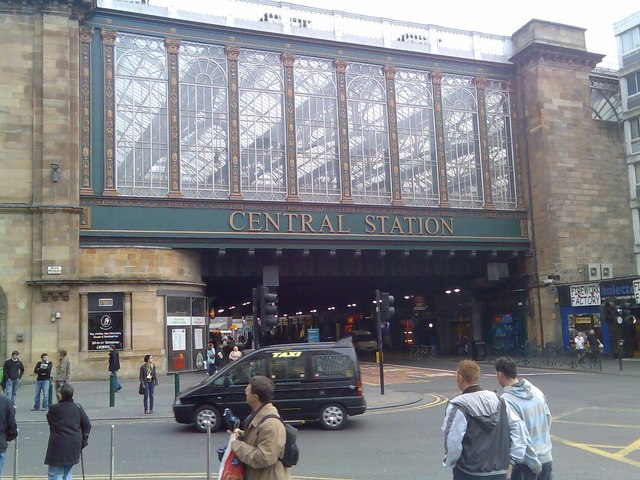
L'Hielanman's Umbrella, Stazione Centrale di Glasgow

L'Hielanman's Umbrella (in italiano: l'ombrello di Hielanman) è un luogo storico nel centro di Glasgow, in Scozia. È il soprannome che gli abitanti di Glasgow usano per denominare il ponte ferroviario con pareti di vetro che sorregge i binari della Stazione di Glasgow Centrale al di sopra dell'Argyle Street. Lo stile è vittoriano.

## Storia
A causa dell'evacuazione forzata di persone durante la seconda fase delle bonifiche delle Highland nel XIX secolo, 30.000 abitanti di queste zone (detti "Highlanders") che parlavano gaelico scozzese ma non inglese, arrivarono a Glasgow in cerca di lavoro. Quando arrivarono gli venne dato alloggio in diverse aree della città e trovarono lavoro prevalentemente come domestici, in zone quali Park Circus, o in una delle tante industrie, come ad esempio quelle dei battelli fluviali. Il flusso continuò per diversi anni e gli Highlanders cominciarono a tenersi in contatto incontrandosi sotto il ponte, soprattutto nei fine settimana. Sia per il clima rigido della città, sia per il fatto che si incontrassero lì, il ponte venne quindi soprannominato Hielanman's Umbrella (l'ombrello di Hielanman). Lì discutevano riguardo alle notizie e ai pettegolezzi delle terre d'origine, ma anche degli eventi in città.
Questa tradizione raggiunse il suo apice negli anni Venti e Trenta. Tuttavia, a causa della Seconda Guerra Mondiale e dei relativi blackout, la tradizione dell'incontrarsi sotto il ponte morì.
Le prime immagini televisive a lunga distanza trasmesse nel Regno Unito furono trasmesse proprio dalla stazione centrale di Glasgow nel 1927.
La stazione centrale di Glasgow e l'Hielanman's Umbrella subirono più volte lavori di ristrutturazione.

### Modifiche recenti
Nel 1998, il ponte è stato ristrutturato dalla compagnia Railtrack (che dal 2003 ha cambiato nome diventando la Network Rail) e messo così in linea con il resto della stazione: le sue caratteristiche finestre in stile veneziano sono state rivestite con la scritta in oro "Stazione Centrale". Si è inoltre cercato di migliorare la zona sottostante il ponte per incoraggiare i venditori ambulanti a rientrare nelle unità commerciali: sono state installate luci molto forti e ventilatori di aspirazione. Sono inoltre stati ammodernati gli ingressi del livello stradale della Stazione Centrale sotto il ponte.
Nel 2001 è stato aggiunto un nuovo ingresso al famoso complesso di locali notturni e ristoranti Arches, che ha portato a un notevole aumento del passaggio pedonale sotto il ponte.
Nel 2015 l'Hielanman's Umbrella, in quanto parte della Stazione Centrale di Glasgow, ha vinto lo Scottish Design Award (premio scozzese per il design).
A novembre 2019 è stato annunciato un piano decennale di riqualificazione del centro di Glasgow, che include la trasformazione dell'Hielanman's Umbrella in un ingresso luminoso e attraente per la Stazione Centrale.

## Citazioni nella letteratura
L'Hielanman's Umbrella è citato nel romanzo di Jackie Kay Trumpet (Tromba) del 1998:
(Jackie Kay, Trumpet)
È citato inoltre nel libro di Simon Jenkins Britain's 100 Best Railway Stations (Le 100 stazioni ferroviarie più belle della Gran Bretagna) del 2017.
(Simon Jenkins, Britain's 100 Best Railway Stations)